# Carlo Federico di Sassonia-Meiningen
Carlo Federico di Sassonia-Meiningen (Meiningen, 18 luglio 1712 – Meiningen, 28 marzo 1743) fu duca di Sassonia-Meiningen dal 1729 sino alla sua morte.

## Biografia
Carlo Federico era il quartogenito ma il terzo sopravvissuto dei figli del duca Ernesto Luigi I di Sassonia-Meiningen e della sua prima moglie, Dorotea Maria di Sassonia-Gotha-Altenburg.
Ereditò il Ducato di Sassonia-Meiningen alla morte del padre nel 1724, assieme al fratello maggiore, Ernesto Luigi II, sotto la tutela degli zii Federico Guglielmo ed Antonio Ulrico sino al 1733. Quando il fratello maggiore morì senza eredi nel 1729, Carlo Federico regnò da solo sino alla propria morte.
Pur essendo molto ambizioso, Carlo Federico appariva fortemente limitato dalla grave obesità di cui soffriva, al punto da non essere in grado di camminare autonomamente e di dover essere trasportato in portantina ovunque volesse recarsi. Passava il tempo a mangiare, dormire e divertirsi, motivo per cui di fatti degli affari di governo si occuparono i suoi zii e gli alti funzionari di corte.
Come il fratello, non si sposò mai, e alla sua morte nel 1743, all'età di 31 anni, gli succedette lo zio Federico Guglielmo.

## Ascendenza
|                                                  |                                                     |                                                          | Genitori                                                 |  |  | Nonni |  |  | Bisnonni                                     |  |  | Trisnonni                                         |  |
|                                                  |                                                     |                                                          |                                                          |  |  |       |  |  | 8. Ernst I, duca di Sassonia-Gotha-Altenburg |  |  | 16. Johann III, duca di Sassonia-Weimar-Altenburg |  |
|                                                  |                                                     |                                                          |                                                          |  |  |       |  |  | 8. Ernst I, duca di Sassonia-Gotha-Altenburg |  |  | 16. Johann III, duca di Sassonia-Weimar-Altenburg |  |
|                                                  |                                                     | 17. Dorothea Maria von Anhalt                            |                                                          |  |  |       |  |  | 8. Ernst I, duca di Sassonia-Gotha-Altenburg |  |  |                                                   |  |
| 4. Bernhard I, duca di Sassonia-Meiningen        |                                                     |                                                          |                                                          |  |  |       |  |  | 8. Ernst I, duca di Sassonia-Gotha-Altenburg |  |  |                                                   |  |
|                                                  |                                                     | 9. Elisabeth Sophia von Sachsen-Altenburg                | 18. Johann Philipp, duca di Sassonia-Altenburg           |  |  |       |  |  |                                              |  |  |                                                   |  |
|                                                  |                                                     | 9. Elisabeth Sophia von Sachsen-Altenburg                | 18. Johann Philipp, duca di Sassonia-Altenburg           |  |  |       |  |  |                                              |  |  |                                                   |  |
|                                                  |                                                     | 9. Elisabeth Sophia von Sachsen-Altenburg                | 19. Elisabeth von Braunschweig-Lüneburg                  |  |  |       |  |  |                                              |  |  |                                                   |  |
| 2. Ernst Ludwig I, duca di Sassonia-Meiningen    |                                                     | 9. Elisabeth Sophia von Sachsen-Altenburg                |                                                          |  |  |       |  |  |                                              |  |  |                                                   |  |
|                                                  |                                                     | 10. Georg II, langravio d'Assia-Darmstadt                | 20. Ludwig V, langravio d'Assia-Darmstadt                |  |  |       |  |  |                                              |  |  |                                                   |  |
|                                                  |                                                     | 10. Georg II, langravio d'Assia-Darmstadt                | 20. Ludwig V, langravio d'Assia-Darmstadt                |  |  |       |  |  |                                              |  |  |                                                   |  |
|                                                  |                                                     | 10. Georg II, langravio d'Assia-Darmstadt                | 21. Magdalena von Brandenburg                            |  |  |       |  |  |                                              |  |  |                                                   |  |
| 5. Marie Hedwig von Hessen-Darmstadt             |                                                     | 10. Georg II, langravio d'Assia-Darmstadt                |                                                          |  |  |       |  |  |                                              |  |  |                                                   |  |
|                                                  |                                                     | 11. Sophie Eleonore von Sachsen                          | 22. Johann Georg I, principe elettore di Sassonia        |  |  |       |  |  |                                              |  |  |                                                   |  |
|                                                  |                                                     | 11. Sophie Eleonore von Sachsen                          | 22. Johann Georg I, principe elettore di Sassonia        |  |  |       |  |  |                                              |  |  |                                                   |  |
|                                                  |                                                     | 11. Sophie Eleonore von Sachsen                          | 23. Magdalena Sibylle von Preußen                        |  |  |       |  |  |                                              |  |  |                                                   |  |
| 1. Karl Friedrich, duca di Sassonia-Meiningen    |                                                     | 11. Sophie Eleonore von Sachsen                          |                                                          |  |  |       |  |  |                                              |  |  |                                                   |  |
|                                                  | 12. Ernst I, duca di Sassonia-Gotha-Altenburg (= 8) | 24. Johann III, duca di Sassonia-Weimar-Altenburg (= 16) |                                                          |  |  |       |  |  |                                              |  |  |                                                   |  |
|                                                  | 12. Ernst I, duca di Sassonia-Gotha-Altenburg (= 8) | 24. Johann III, duca di Sassonia-Weimar-Altenburg (= 16) |                                                          |  |  |       |  |  |                                              |  |  |                                                   |  |
|                                                  | 12. Ernst I, duca di Sassonia-Gotha-Altenburg (= 8) | 25. Dorothea Maria von Anhalt (= 17)                     |                                                          |  |  |       |  |  |                                              |  |  |                                                   |  |
| 6. Friedrich I, duca di Sassonia-Gotha-Altenburg | 12. Ernst I, duca di Sassonia-Gotha-Altenburg (= 8) |                                                          |                                                          |  |  |       |  |  |                                              |  |  |                                                   |  |
|                                                  |                                                     | 13. Elisabeth Sophia von Sachsen-Altenburg (= 9)         | 26. Johann Philipp, duca di Sassonia-Altenburg (= 18)    |  |  |       |  |  |                                              |  |  |                                                   |  |
|                                                  |                                                     | 13. Elisabeth Sophia von Sachsen-Altenburg (= 9)         | 26. Johann Philipp, duca di Sassonia-Altenburg (= 18)    |  |  |       |  |  |                                              |  |  |                                                   |  |
|                                                  |                                                     | 13. Elisabeth Sophia von Sachsen-Altenburg (= 9)         | 27. Elisabeth von Braunschweig-Lüneburg (= 19)           |  |  |       |  |  |                                              |  |  |                                                   |  |
| 3. Dorothea Maria von Sachsen-Gotha-Altenburg    |                                                     | 13. Elisabeth Sophia von Sachsen-Altenburg (= 9)         |                                                          |  |  |       |  |  |                                              |  |  |                                                   |  |
|                                                  |                                                     | 14. August, duca di Sassonia-Weissenfels                 | 28. Johann Georg I, principe elettore di Sassonia (= 22) |  |  |       |  |  |                                              |  |  |                                                   |  |
|                                                  |                                                     | 14. August, duca di Sassonia-Weissenfels                 | 28. Johann Georg I, principe elettore di Sassonia (= 22) |  |  |       |  |  |                                              |  |  |                                                   |  |
|                                                  |                                                     | 14. August, duca di Sassonia-Weissenfels                 | 29. Magdalena Sibylle von Preußen (= 23)                 |  |  |       |  |  |                                              |  |  |                                                   |  |
| 7. Magdalena Sibylla von Sachsen-Weißenfels      |                                                     | 14. August, duca di Sassonia-Weissenfels                 |                                                          |  |  |       |  |  |                                              |  |  |                                                   |  |
|                                                  |                                                     | 15. Anna Maria von Mecklenburg-Schwerin                  | 30. Adolf Friedrich I, principe di Ratzeburg             |  |  |       |  |  |                                              |  |  |                                                   |  |
|                                                  |                                                     | 15. Anna Maria von Mecklenburg-Schwerin                  | 30. Adolf Friedrich I, principe di Ratzeburg             |  |  |       |  |  |                                              |  |  |                                                   |  |
|                                                  |                                                     | 15. Anna Maria von Mecklenburg-Schwerin                  | 31. Anna Maria von Ostfriesland                          |  |  |       |  |  |                                              |  |  |                                                   |  |
|                                                  |                                                     | 15. Anna Maria von Mecklenburg-Schwerin                  |                                                          |  |  |       |  |  |                                              |  |  |                                                   |  |